# 구봉산선
구봉산선(龜鳳山線)은 청천강역과 동남흥역을 잇는 평의선의 지선이다.

## 역 목록
- 청천강역 (淸川江驛) - 평의선 환승 가능
- 송도역(松道驛) - 남흥선 환승 가능
- 구봉산역(龜鳳山驛) - 청화력선 환승 가능
- 동남흥역(東南興驛)

## 같이 보기
- 평의선
- 남흥선
- 청화력선